# Džin Long
Džin Long (poenostavljena kitajščina: 金龙; tradicionalna kitajščina: 金龍; pinjin: Jin Long), kitajski igralec snookerja, * 23. maj 1981, Liaoning, Ljudska republika Kitajska.

## Kariera
Kot amater je Long osvojil finale Azijskega prvenstva leta 2001, osmino finala Azijskih iger (2002) in bil poraženec v finalu Kitajskega prvenstva. Njegov največji dosežek do sedaj je zmaga na Azijskem prvenstvu leta 2008, kjer je v finalu premagal Indijca Adityo Mehto z izidom 7-3. Long je reden udeleženec turnirjev China Open, kjer pogosto prejme wildcard vstopnico kot domačin. Long se je leta 2008 udeležil turnirja Džjangsu Classic, kjer je v svoji skupini zasedel tretje mesto, a za sabo pustil dva vrhunska igralca – Shauna Murphyja in Neila Robertsona.

## Osvojeni turnirji

### Amaterski turnirji
- ACBS azijsko prvenstvo - 2005, 2008